# Le Minihic-sur-Rance
Le Minihic-sur-Rance es una comuna francesa situada en el departamento de Ille y Vilaine, en la región de Bretaña.

## Demografía
| 747 | 721 | 791 | 978 | 1148 | 1267 | 1483 |
| Para los censos de 1962 a 1999 la población legal corresponde a la población sin duplicidades (Fuente: INSEE [Consultar]) |     |     |     |      |      |      |

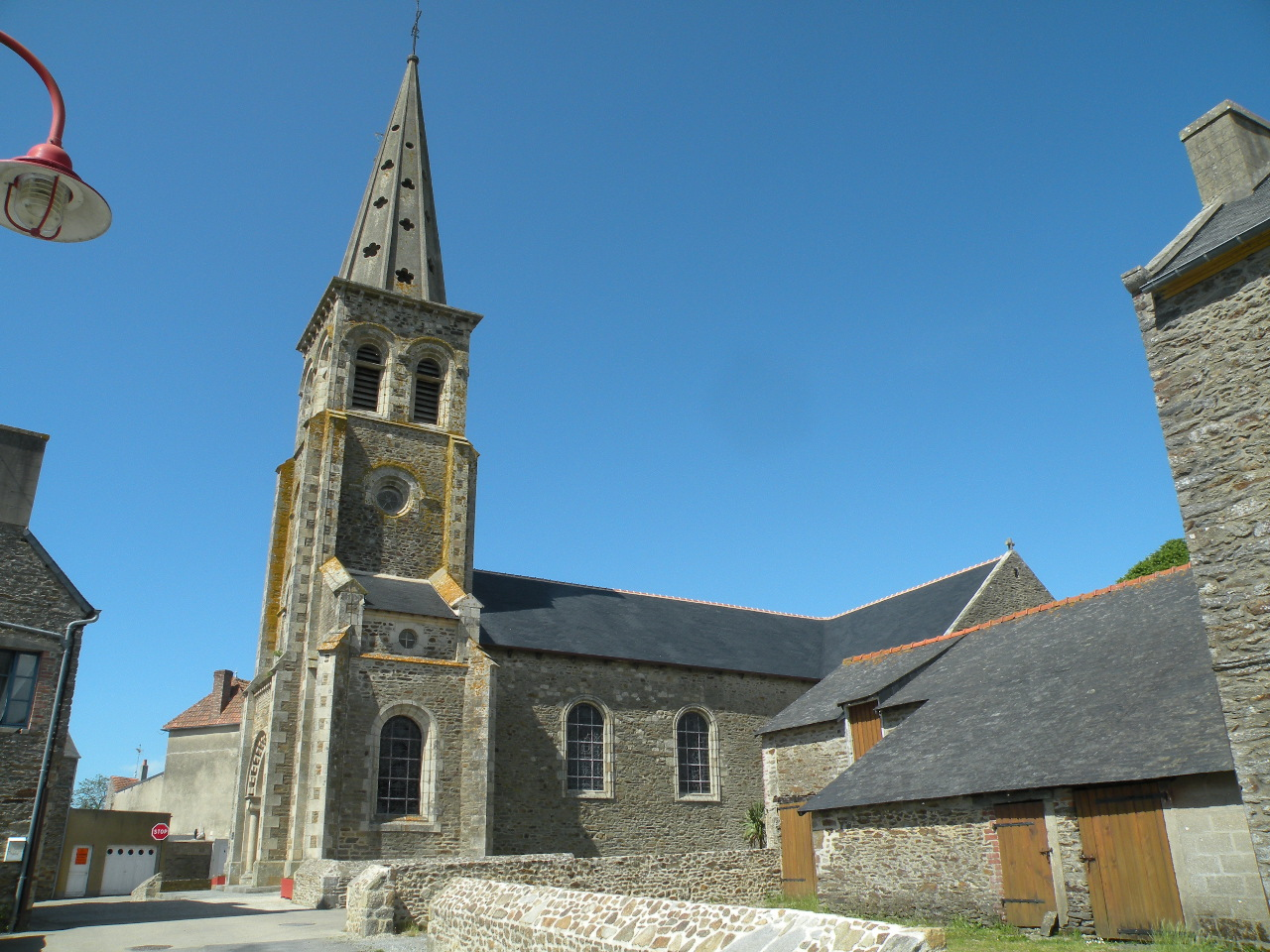
Kirche Saint-Malo
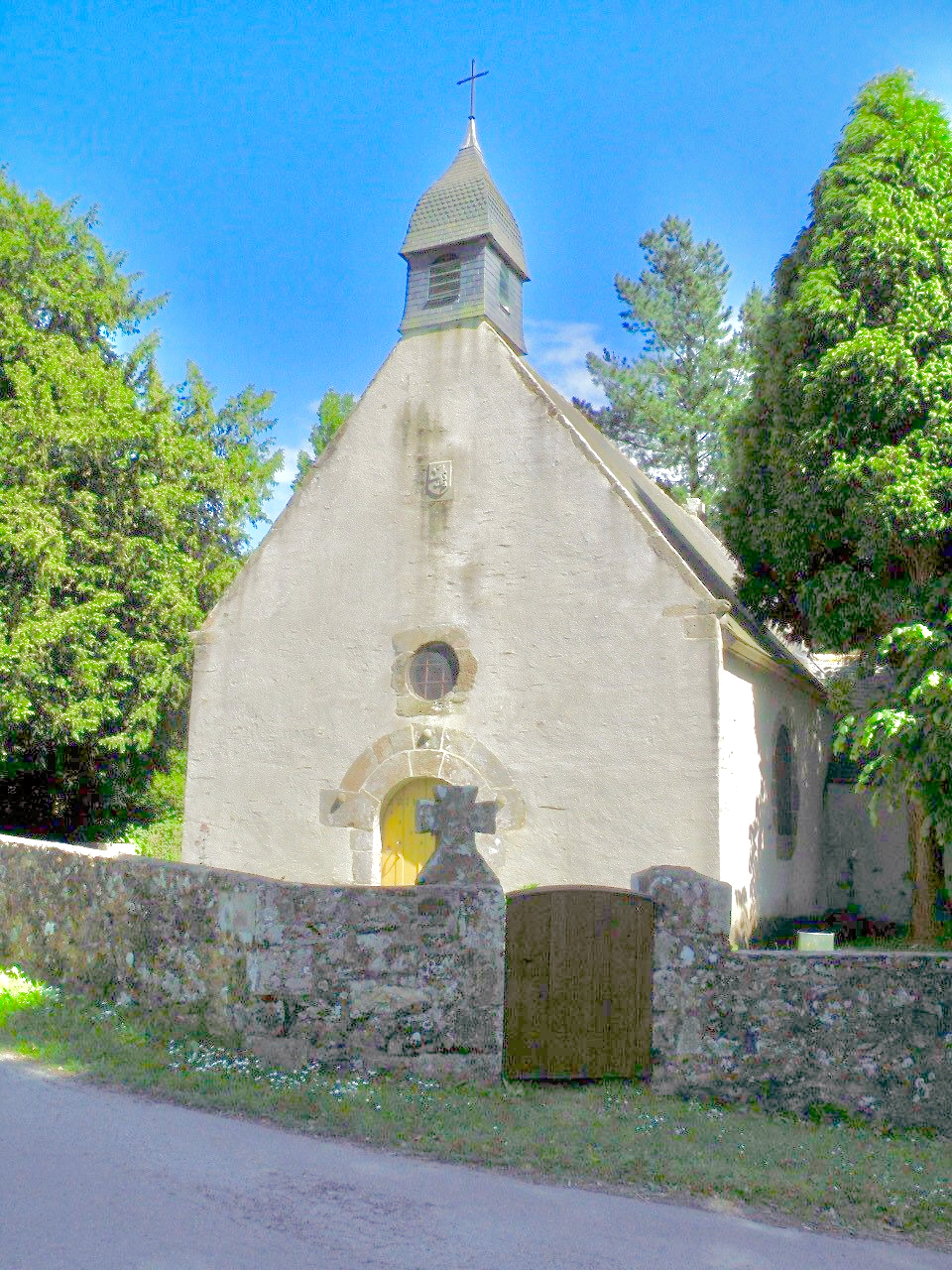
Kapelle Sainte-Anne
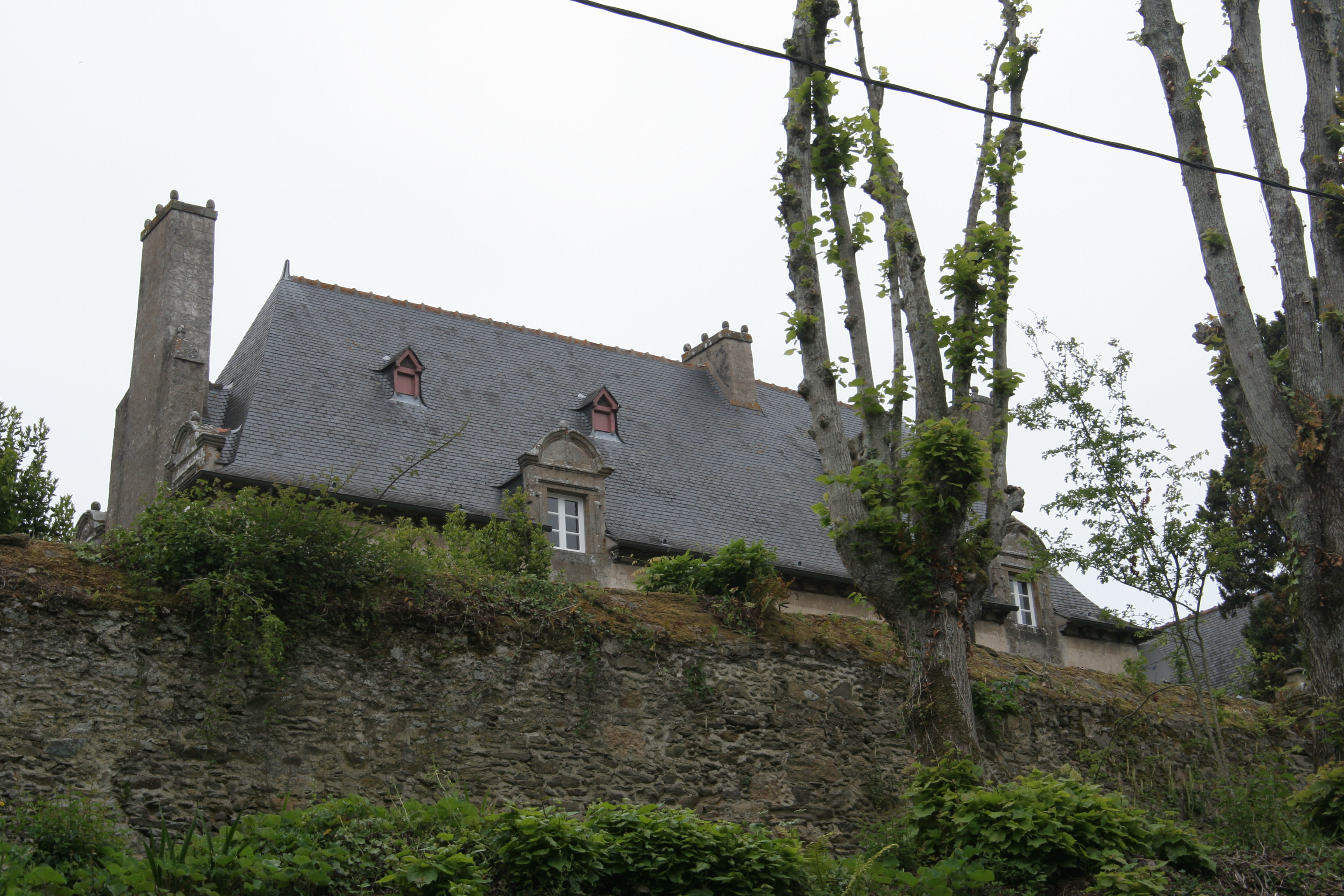
Herrenhaus Le Houx
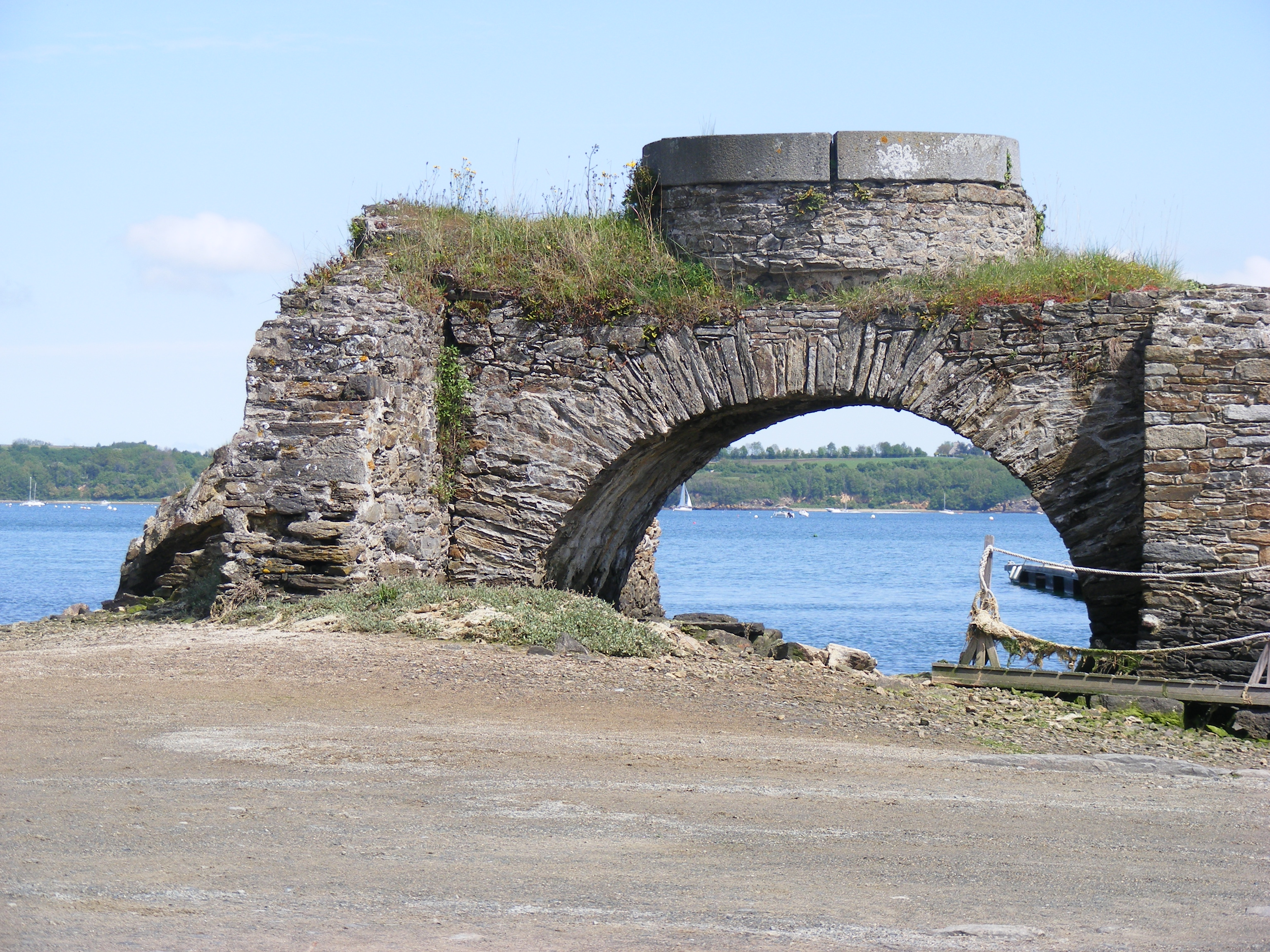
Gezeitenmühle
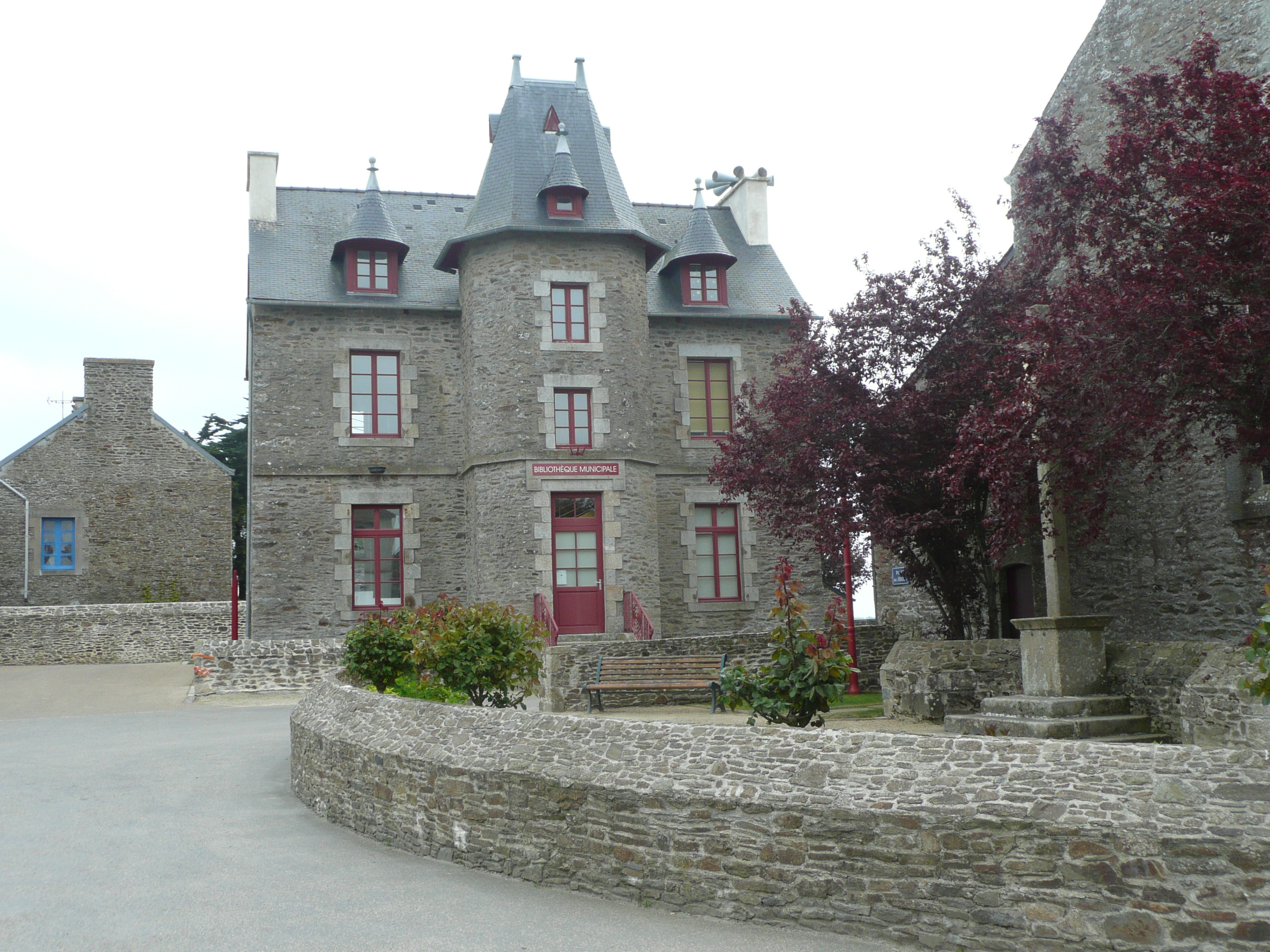
Bibliothek